# Над кольцом
«Над кольцом» (англ. Above the Rim, США) —  американский художественный фильм, спортивная драма режиссёра Джеффа Поллака, вышедшая на экраны в 1994 году. Фильм повествует о молодом перспективном баскетболисте, влияние на которого оказывают местный криминальный авторитет Бэрди и охранник школы, Шепард, сам являющийся талантливым игроком в баскетбол.

## Сюжет
Том Шепард, талантливый баскетболист, закончивший играть после смерти друга, погибшего по его вине, работает охранником в школе, за команду которой играет Кайл Ли Уотсон (Дуэйн Мартин). Уотсон — перспективный баскетболист, который с нетерпением ждёт предложения спортивной стипендии от Джорджтаунского университета. Но взрывной темперамент Уотсона, склонность принимать опрометчивые решения и «звёздная болезнь», не по душе университетскому скауту, который не торопится давать игроку рекомендацию. Малика, мать-одиночка Уотсона, и Роллинс, его тренер, советуют ему успокоиться и терпеливо ждать.
Тем временем, недавно вышедший из тюрьмы друг Уотсона, Бугалу (Марлон Уэйанс), приглашает его в команду местного криминального авторитета Бэрди (англ. Birdie; рус. Пташка; исполняет Тупак Шакур). 
Команда Бэрди вскоре будет принимать участие в престижном турнире по уличному баскетболу, где также участвует команда Роллинса, в которой Уотсон уже согласился играть. Бэрди сулит Уотсону деньги, успех у женщин и роскошную жизнь, в результате чего тот попадает под влияние наркоторговца, рискуя своим будущим, так как по правилам NCAA студентам запрещено получать деньги и подарки за игру. 
Уотсон начинает нагло себя вести: хамит тренеру, лезет в драку с партнёрами по школьной команде и издевается над местным бомжом Флипом (Берни Мак).
Позже Уотсон случайно видит Шепарда ночью на площадке, играющим один-на-один с воображаемым противником. Впечатлённый техникой Шепарда Уотсон предлагает ему сыграть один-на-один, но получает отказ. 
У Шепарда завязывается роман с матерью Уотсона, но когда тот узнаёт об этом, то приходит в ярость. Уотсон также узнаёт от Флипа, что Шепард — родной брат Бэрди; за раскрытие этого секрета Бэрди ночью убивает Флипа.
Шепард, расстроенный смертью Флипа и отказом Малики продолжать отношения, так как ей дороже сын, собирается уехать из города. Перед отъездом Шепард, влёгкую обыграв Уотсона один-на-один, даёт ему важное наставление, сумев внушить, что важнее матери и тех, кто о нём заботился, у него в жизни нет. Известие об убийстве Флипа шокирует Кайла, и он принимает решение покинуть команду Бэрди. Извинившись перед тренером, Кайл получает разрешение играть в прежней команде и пригласительное письмо из Джорджтауна.
В напряжённом турнире команда Уотсона и Бэрди встречается в финале. Бэрди перед игрой приходит «пожелать Уотсону удачи» и шантажирует его подарками, которые Кайл раньше принимал. Уотсон намеренно проваливает первую половину финальной игры, но тут возвращается Шепард, осознавший, что вечно убегать от проблем нельзя. Практически в одиночку Шепард сокращает большой разрыв в счёте, но финальный бросок, решающий исход игры, делает Кайл, вбивая мяч в кольцо сверху после паса Шепарда. Разозлённый Бэрди приказывает своему подручному, Мото, убить Уотсона, но Шепард закрывает подростка собой. Тем же вечером Бугалу убивает Бэрди в ночном клубе, тем самым пожертвовав своей свободой ради успеха друга.
Через несколько месяцев Кайл, в составе сборной Джорджтаунского университета, на последних секундах забивает решающий трёхочковый в важной игре. Малика и выживший после ранения Шепард радостно наблюдают за ликованием команды по телевизору.

## Съёмки
Съёмки проводились в Манхэттене, в частности, в Гарлеме.
На момент съёмок исполнителю главной роли было 28 лет, хотя играл он 17-летнего подростка.

## Саундтрек
| Оценки критиков      | Оценки критиков |
| Источник             | Оценка          |
| -------------------- | --------------- |
| AllMusic             | [ 2 ]           |
| Entertainment Weekly | A+              |

Above the Rim — The Soundtrack — официальный саундтрек к фильму «Над кольцом» 1994 года. Саундтрек, выпущенный Death Row и Interscope Records 22 марта 1994 года, был спродюсирован Шугом Найтом. Доктор Дре выступил в качестве курирующего проект продюсера.

### Список композиций
| №   | Название | Продюсер(ы)                                     | Длительность |
| --- | --- | ----------------------------------------------- | ------------ |
| 1.  | «Anything (Allstar Remix)» (SWV)                                                                               | Брайан Александр Морган, Аллен "Allstar" Гордон | 4:07         |
| 2.  | «Old Time's Sake» (Sweet Sable)                                                                                | Никке Николь                                    | 4:20         |
| 3.  | «Part Time Lover» (H-Town)                                                                                     | DeVante Swing                                   | 4:08         |
| 4.  | «Big Pimpin'» (Tha Dogg Pound при участии Nate Dogg, Snoop Doggy Dogg, Нэнси Флетчер и Дуайт Делемонд Уильямс) | Dat Nigga Daz                                   | 3:58         |
| 5.  | «Didn't Mean to Turn You On» (2nd II None)                                                                     | 2nd II None, DJ Quik                            | 4:38         |
| 6.  | «Doggie Style» (D.J. Rogers)                                                                                   | Суамана Браун                                   | 4:33         |
| 7.  | «Regulate» (Nate Dogg и Warren G)                                                                              | Warren G                                        | 4:11         |
| 8.  | «Pour Out a Little Liquor» (2Pac и Thug Life)                                                                  | Johnny "J"                                      | 3:30         |
| 9.  | «Gonna Give It to Ya» (Джуэл при участии Аарон Холл)                                                           | Paisley                                         | 4:53         |
| 10. | «Afro Puffs» (The Lady of Rage при участии Snoop Doggy Dogg)                                                   | Доктор Дре, Daz Dillinger                       | 4:50         |
| 11. | «Jus So Ya No» (CPO Boss Hogg)                                                                                 | Тони Грин                                       | 4:06         |
| 12. | «Hoochies Need Love Too» (Paradise)                                                                            | Bright Eyess, Суамана Браун                     | 4:41         |
| 13. | «I'm Still In Love With You» (Al B. Sure!)                                                                     | Al B. Sure!                                     | 3:47         |
| 14. | «Crack 'Em» (O.F.T.B.)                                                                                         | DJ Quik, O.F.T.B., T.K.O.                       | 4:25         |
| 15. | «U Bring da Dog Out» (Rhythm & Knowledge)                                                                      | Шон "Барни" Томас                               | 4:01         |
| 16. | «Blowed Away» (B-Rezell)                                                                                       | DeVante Swing                                   | 4:06         |
| 17. | «It's Not Deep Enough» (Джуэл)                                                                                 | Mr. Dalvin                                      | 4:28         |
| 18. | «Dogg Pound 4 Life» (Tha Dogg Pound)                                                                           | Dat Nigga Daz                                   | 4:59         |

| №   | Название                                     | Продюсер(ы)     | Длительность |
| --- | -------------------------------------------- | --------------- | ------------ |
| 19. | «Pain» (2Pac и Stretch)                      | Stretch         | 4:34         |
| 20. | «Mi Monie Rite!» (Lord G)                    | Тони Грин       | 3:08         |
| 21. | «Loyal to the Game» (2Pac, Treach и Riddler) | Реджинальд Хёрд | 4:36         |

### Чарты

#### Еженедельные чарты
| Чарт (1994)                            | Высшая позиция |
| -------------------------------------- | -------------- |
| США (Billboard 200)                    | 2              |
| США (Billboard Top R&B/Hip-Hop Albums) | 1              |

#### Ежегодные чарты
| Чарт (1994)                            | Позиция |
| -------------------------------------- | ------- |
| США Billboard 200                      | 31      |
| США Top R&B/Hip-Hop Albums (Billboard) | 4       |

#### Синглы
| Песня        | Чарт (1994)                            | Высшая позиция |
| ------------ | -------------------------------------- | -------------- |
| «Afro Puffs» | США Hot Dance Music/Maxi-Singles Sales | 5              |
| «Afro Puffs» | США Dance Club Songs (Billboard)       | 5              |
| «Afro Puffs» | США Hot R&B/Hip-Hop Singles & Tracks   | 31             |
| «Afro Puffs» | США Hot Rap Singles                    | 5              |
| «Afro Puffs» | США The Billboard Hot 100              | 57             |
| «Regulate»   | США Hot Rap Singles                    | 1              |
| «Regulate»   | США Hot R&B/Hip-Hop Singles & Tracks   | 7              |
| «Regulate»   | США Billboard Hot 100                  | 2              |

### Сертификации
| Регион                                                      | Сертификация  | Продажи    |
| ----------------------------------------------------------- | ------------- | ---------- |
| США (RIAA)                                                  | 2× Платиновый | 2 000 000^ |
| ^ Данные о тиражах приведены только на основе сертификации. |               |            |